# Martine Bungener
Pour les articles homonymes, voir Bungener.
Martine Bungener (née le 28 mai 1949) est une économiste et sociologue française, chercheuse au CNRS, elle a été pendant 12 ans directrice puis durant 4 ans, directrice adjointe du Cermes3. Elle est actuellement directrice de recherche émérite au CNRS. Son action auprès des associations de patients et au GRAM a été récompensée par le prix Opecst-Inserm 2016 décerné par l'Inserm et l'Opecst,.

## Biographie
Bungener est née le 28 mai 1949.
Elle commence sa carrière au CNRS en janvier 1978 au sein du LEGOS. Elle poursuit sa carrière en intégrant le Cermes3 (Centre de Recherche Médecine, Sciences, Santé, Santé Mentale et Société) dont elle est directrice de 1998 à 2009 puis directrice adjointe de 2010 à 2013.
Ses travaux de recherche ont porté sur la croissance des dépenses de santé, l'évaluation du coût de la maladie, les relations entre médecine générale et médecine spécialisée, le développement des soins à domicile et la place des malades dans le système de santé.
Elle est la première déléguée à l’Intégrité scientifique de l’Inserm (1999-2008) et par la même membre invité permanent du comité d’éthique de l’Inserm. Elle est membre du conseil scientifique de l'Inserm entre 1996 et 2000. De 2000 à 2007, elle est conseillère du directeur général de l'Inserm, Christian Bréchot, pour les sciences humaines et sociales et la santé Publique au sein du CORES, puis directrice-adjointe de l’Instituts thématiques multi-organismes (ITMO) Santé Publique de l'AVIESAN entre 2008 et 2011 et enfin membre du comité directeur de l’Alliance pour la recherche en SHS ATHENA de 2010 à 2015.
Elle a été conseiller pour les sciences humaines et sociales auprès de Patrick Netter, directeur de l'Institut des sciences biologiques du CNRS
Depuis 2008, elle est présidente du Groupe de réflexion avec les associations de malades (Gram) de l’Inserm, mais aussi membre du conseil scientifique de la Fondation de coopération scientifique Plan Alzheimer, membre du Conseil Scientifique de l’association Vaincre la Mucoviscidose.

## Distinctions et récompenses
- Prix Opecst-Inserm de l'Inserm et de l'Opecst (2016)
- Chevallier de l'Ordre du Mérite (2009)
- Chevallier de la Légion d'honneur (2017)